# Fornöstnordiska
Fornöstnordiska var en dialekt av fornnordiska talad i Sverige och Danmark omkring 850-1300 e.Kr. som senare utvecklades till svenska och danska. Fornöstnordiskan skilde sig från fornvästnordiskan (fornnorskan och dess dotterspråk, isländska och färöiska) genom sina färre diftonger. Diftongerna i östra Norden började dock försvinna först i slutet på 900-talet och i början av 1000-talet, förutom på Gotland, runt Bottenviken, i Jämtland och i västra Dalarna (Transtrand och Lima) där de bevarades. Skillnaderna var i övrigt tämligen små och överträffades av varianter inom respektive dialektområde. I östra Norge talades dessutom en språkvariant som med visst fog kan betecknas som en blandning av östnordiska och västnordiska element. I Sverige kallas fornöstnordiskan vanligen för runsvenska, medan man i Danmark talar om rundanska.  
I artiklarna östnordiska språk och i nordiska språk finns mer uppgifter om de östnordiska språkens särdrag gentemot andra nordiska språk och mot andra germanska språk.